# Ziaran
Ziaran (farsi زیاران) è una città dello shahrestān di Abyek, circoscrizione Centrale, nella provincia di Qazvin in Iran. Aveva, nel 2011, una popolazione di 4 279 abitanti. La città si trova nella parte orientale della provincia, tra Qazvin e Teheran.